# Peaceお届け!!
「Peaceお届け!!♡」（ピースおとどけ）は、日本の女性歌手、鈴木亜美のコラボレーション企画“join”の2枚目のシングル。2007年3月7日にavex traxよりリリース。3週連続でのリリースの第2弾。
この第2弾はTHC!!とコラボ。「未だ見ぬ明日」という共通テーマのもと、各楽曲及びボーナス・トラックであるナレーションドラマを収録。
ナレーション・ドラマプロジェクト"join"の第2弾を収録。前作「O. K. Funky God」(鈴木亜美 joins Buffalo Daughter)に収録された"Narration Drama「join」#1～7days before～"の続きのエピソードとなっている。この続きがアルバム『CONNETTA』(CD+AタイプDVD)に収録されたオリジナルショートムービー"join"に繋がり、さらに次のシングル「それもきっとしあわせ」(鈴木亜美 joins キリンジ)にはさらにその後日談のエピソードが収録されている。

## 収録曲
1. Peaceお届け!!♡
作詞：鈴木亜美・THC!!/ 作曲・編曲：THC!!・CMJK
2. Peaceお届け!!♡ ～夏の湘南キャンペーンセットver.～
Remixed by KAI
3. Narration Drama 「join」 #2 ～the days before～
  - Cast：Ami Suzuki ＋ Hiroyuki Onoue（尾上寛之）
  - Directed & Written by Kazuya Shiraishi（白石和彌）